# Panicum acicularifolium
Panicum acicularifolium là một loài thực vật có hoa trong họ Hòa thảo. Loài này được Renvoize & Zuloaga mô tả khoa học đầu tiên năm 1995.